# 泉原豊
泉原 豊（いずみはら ゆたか、1970年6月5日 - ）は、日本の俳優、スタントマン。英語表記はYutaka Izumihara。

## 来歴
京都府出身。京都府立南陽高等学校、オーストラリアのウーロンゴン大学演劇学科卒。ハリウッドで有名なイヴァナ・チャバック演技講師を日本に招き、本を出版。京都芸術大学などでも講義している。
松田優作のハリウッドデビュー映画『ブラック・レイン』を鑑賞後、ハリウッド映画出演俳優を志し、オーストラリアへ渡る。
2010年のスティーヴン・スピルバーグ、トム・ハンクスらが製作総指揮を務めた『ザ・パシフィック』ではミリタリーアドバイザーにも抜擢。その後、戦争映画『ココダ 男たちの戦場』、『Sisters of War』などに、俳優やミリタリーアドバイザーとして活躍した。
2013年の『ウルヴァリン:SAMURAI』ではスクリーンアクターギルドアワードにノミネートされた。
2016年の『ハクソー・リッジ』ではスタントマンとして出演し、アウトスタンディングパフォーマンス賞を受賞。
トニー賞受賞作品「テイクミーアウト」出演など、オーストラリアで最も大きい劇団とされるメルボルンシアターカンパニーやブラックスワンシアターカンパニーの舞台に立つ。
2024年、グローバルに活躍できる俳優を育成するチーム「ActingFactoryを立ち上げる。「第3回 京都キタ短編文学賞」選考委員に就任。

## 出演

### 映画

#### 日本映画
- 荒くれknight~激闘編~（2007年）
- 非女子図鑑（2009年）
- 死にゆく妻との旅路（2011年）
- アメイジング グレイス 儚き男たちへの詩（2011年）
- 神様の轍～Check The Point Of Life（2018年）
- 侍タイムスリッパー（2024年 日本アカデミー最優秀作品賞）[2]

#### 海外映画
- グレート・レイド 史上最大の作戦（英語版） (2005年）
- moonfall （2006年）
- Careless Love（2012年）
- パニック・マーケット（2012年）
- ウルヴァリン:SAMURAI（2013年）
- レイルウェイ 運命の旅路（2013年）
- 不屈の男 アンブロークン（2014年）
- BILLABONG ビラボン（英語版）（2016年）
- ハクソー・リッジ（2016年）
- ゴースト・イン・ザ・シェル（2017年）
- MEG ザ・モンスター（2018年）
- パシフィック・リム: アップライジング（2018年）
- ブライトン・ミラクル（2019年）
- Devil Beneath（2023年）
- Land of Bad（2024年）

### テレビドラマ
- Singapore 1942: End of Empire
- ザ・パシフィック
- Sisters Of War
- Kokoda
- The Postcard Bandit

### バラエティー
- あいの里（2023年 NETFLIX)
- あいの裏（2023年 NETFLIX)

### ミュージック　ビデオ
- "Coming Home" (Alex Lloyd ARIA Award for Best Male Artist)
- "1000 Miles" (2003年、Alex Lloyd)